# Colony in Space
Colony in Space (La Colonie de l'espace)  est le cinquante-huitième épisode de la première série de la série télévisée britannique de science-fiction Doctor Who. Il fut originellement diffusé en six parties, du 10 avril au 15 mai 1971.

## Accroche
Les Seigneurs du Temps envoient le Docteur et Jo au XXVe siècle sur une planète sur laquelle se trouverait une arme capable de détruire des galaxies entières. Sans instructions particulières, ils se retrouvent dans une guerre entre les colons et une puissante industrie minière...

## Distribution
- Jon Pertwee — Le Docteur
- Katy Manning — Jo Grant
- Nicholas Courtney - Brigadier Lethbridge-Stewart
- Roger Delgado — Le Maître
- Graham Leaman, Peter Forbes-Robertson, John Baker — Les Seigneurs du Temps
- John Ringham — Ashe
- Helen Worth — Mary Ashe
- David Webb — Leeson
- Sheila Grant — Jane Leeson
- John Tordoff — Alec Leeson
- Nicholas Pennell — Winton
- John Line — Martin
- Mitzi Webster — Mrs Martin
- Roy Skelton — Norton
- Morris Perry — Capitaine Dent
- Bernard Kay — Caldwell
- John Herrington — Holden
- Tony Caunter — Morgan
- Stanley McGeagh — Allen
- Pat Gorman — Long/Primitif/Voix
- John Scott Martin — Robot
- Roy Heymann — Prêtre Alien
- Norman Atkyns — Le gardien

## Résumé
L'épisode s'ouvre sur trois Seigneurs du Temps discutant d'une arme nommé "the Doomsday Weapon" (l'arme de l'apocalypse) et de la possibilité que le Maître la trouve. Pensant que le Docteur peut leur venir en aide, ils décident alors de contrôler le TARDIS au moment où celui-ci et Jo se trouvent à l'intérieur. Ils atterrissent alors sur la planète Uxarieus en l'an 2472. La planète est alors convoitée par deux factions terriennes : des colons qui souhaitent s'y établir mais ne réussissent pas à faire pousser leurs plantations et une industrie minière qui tente de faire fuir les colons afin de pouvoir récolter du Duralinium, un minéral introuvable sur Terre. À cela s'ajoutent des rapports d'attaques de reptiles géants, ainsi que des indigènes primitifs extra-terrestres qui semblent être en bons termes avec Robert Ashe, le gouverneur de la colonie.
Alors que Jo reste au sein de la colonie, le Docteur enquête sur la disparition de deux colons dans un lieu éloigné de la colonie. Ses agissements intriguent Dent, le chef de l'industrie minière, qui invite le Docteur à l'intérieur de leurs locaux. Le Docteur ne tarde pas à se rendre compte que ceux-ci font croire à l'existence des reptiles géants pour faire disparaître certains colons, quitte à les tuer, afin de pousser le reste de la colonie à s'enfuir. Pendant ce temps là, la colonie recueille en son sein, Norton, un homme qui dit avoir été attaqué par les reptiles et avoir erré dans le désert. À l'insu de tous, il en profite pour tuer le scientifique de la colonie et blâmer les primitifs. Il s'agit en réalité d'un espion de l'industrie minière, ayant pour but de créer une guerre entre les colons et les primitifs. Après le rapport du Docteur, ainsi que l'enlèvement de Jo et de Winton (qui réussira à s'enfuir), les colons décident d'attaquer le vaisseau de la compagnie minière. Le conflit débouche sur l'arrivée d'un arbitre venu de la Terre, qui s'avère n'être autre que le Maître. 
Le Docteur apprend qu'après son enlèvement, Jo se trouve aux mains des primitifs. Il décide d'aller la chercher et n'assiste pas au jugement, qui tourne en la défaveur des colons. Dans les grottes des primitifs, Jo et le Docteur découvrent des dessins laissant à penser que les primitifs sont issus d'une race ancienne et que celle-ci a muté à la suite d'une catastrophe. Ils sont menés vers d'autres extra-terrestres différents des primitifs mais bien plus intelligents qui décide de les laisser sains et saufs à condition qu'ils ne reviennent plus. De retour à la colonie, le Docteur et Jo découvrent la véritable identité de l'arbitre, mais ils n'ont aucune preuve pour pouvoir le confondre. Son jugement est rendu et les colons doivent partir. Une partie d'entre eux n'accepte pas cette décision et décide de se rebeller.
Le Maître réussit finalement à prendre Jo en otage afin que le Docteur puisse lui montrer la ville des primitifs qui constitue la raison initiale de venir sur cette planète. À l'intérieur de celle-ci, ils trouvent l'arme ayant créé la Nébuleuse du Crabe, une arme capable de détruire des étoiles et possédant des pouvoirs immenses. Le Maître demande au Docteur s'il veut régner sur la galaxie à ses côtés. Le Docteur refuse et réussit à activer un système d'autodestruction qui enfouit la ville sous des décombres. Pendant ce temps, les colons sont obligés de repartir sur leur première navette spatiale, mais au cours du décollage, celle-ci explose, au grand contentement de Dent. Il s'agit en fait d'un leurre : seul Ashe était monté à l'intérieur, et Winton et ses hommes réussissent à reprendre le contrôle de la planète. Dans la bataille le Maître réussit à s'enfuir. 
L'arme apocalyptique détruite, les plantations vont pouvoir pousser sur la planète Uxarieus. Les colons reprennent leur vie et Caldwell, un des scientifiques du complexe minier, décide de les rejoindre et de les aider. Ayant fini la mission que les seigneurs du temps voulaient, le Docteur revient avec Jo sur Terre, quelques instants après leur propre départ.

## Continuité
- C'est la première fois depuis la fin de la saison 6 que le Docteur voyage sur une planète autre que la Terre durant la totalité d'un épisode. À noter que Jo semble sceptique sur les capacités du TARDIS à se dématérialiser alors qu'elle a vu le TARDIS disparaître dans l'épisode précédent.
- Le Docteur tente de reconstruire un autre circuit de dématérialisation, mais son TARDIS semble encore être sous l'influence des Seigneurs du Temps.
- Les Seigneurs du Temps portent des tenues similaires à celles qu'ils portaient à la fin de « The War Games » et on apprend qu'ils ont des archives au sujet des différentes planètes. L'un d'entre eux, joué par Graham Leaman, se trouvait lui aussi au procès du 2e Docteur.
- Jo avait expliqué dans « Terror of the Autons » qu'elle s'y connaissait en techniques d'évasion, c'est la première fois qu'on la voit à l'œuvre.
- Le Docteur retrouve la clé du TARDIS qu'il avait subtilisée au Maître dans « Terror of the Autons ». On apprend qu'il est plus récent et plus moderne que celui du Docteur.